# Citizen Toxie: Toxic Avenger IV
Citizen Toxie: Toxic Avenger IV (ang. Citizen Toxie: The Toxic Avenger IV; w tłumaczeniu na język polski: Obywatel Toxie: Toxic Avenger IV) – czwarta część Toxic Avengera (1985), której premiera miała miejsce w 2001 roku. Film jest o wiele wierniejszy oryginałowi niż poprzednie kontynuacje, można powiedzieć, że jest jego pierwszym poważnym sequelem – nawet sam reżyser zignorował dwie wcześniejsze części. Citizen Toxie spodobał się miłośnikom toksycznego mutanta; wiele osób uważa nawet, że jest to najlepsza część tetralogii, a może nawet najlepszy film Tromy.
Złe alter ego Toxiego, Noxie, zaczyna mordować bogu ducha winnych mieszkańców Tromaville, jednak mutant nie może tego powstrzymać, ponieważ uwięziony jest w innym miejscu. Tymczasem jego żona zaszła w ciążę, i to z dwoma różnymi mężczyznami! Toxie musi powrócić do Tromaville, aby uratować sytuację.